# ルイボス
ルイボス（Aspalathus linearis、アフリカーンス語: rooibos）はマメ亜科のアスパラトゥス属の一種である。
針葉樹様の葉を持ち、落葉するときに葉は赤褐色になる。南アフリカ共和国は西ケープ州ケープタウンの北に広がるセダルバーグ山脈一帯にのみ自生する。

## 呼称

### 学名
属名 Aspalathus はヒトツバエニシダ類などいくつかのマメ科植物を指して用いられていた古代ギリシア語: ασπαλαθος (aspalathos) を転用したもの。
種小名 linearis はラテン語で「線でできた、線形の」の意。

### 通称名
rooibosは、アフリカーンス語で「赤い潅木」の意。日本語では「ルイボス」と表記されることが多いが、アフリカーンス語では「ローイボス」[ˈrɔːibɔs]、英語でも「ロイボス」[ˈrɔɪbɒs] のように発音する。

## 利用
乾燥させた葉は、茶（ルイボス茶）として利用されるほか、リキュール（ルイボスリキュール）としても楽しまれている。
乾燥した30度以上の温度差の高い場所を好むため、自生地のセダルバーグ山脈以外での栽培は失敗に終わっている。

### ルイボス茶
葉を乾燥させて作る飲み物は「ルイボス茶（ルイボスティー）」と呼ばれる健康茶の一種である。南アフリカで年間12,000トンが生産され、半分が輸出されている。ルイボス茶は、現地では rooibos tea もしくは bush tea の名で、また、イギリスでは redbush tea、South African red tea、red tea などの名で呼ばれている。近年は日本でもコンビニエンスストアなどでペットボトルやパック入り飲料として売られ、一般化してきている。
茶は紅茶のように赤く、ほのかに甘みがある。カフェインを含まず、タンニン濃度はごく低い。一部のハーブティー同様ピロリジジンアルカロイドを含む。

### ルイボスの作用
ルイボスは、フラボノール、フラボン、ジヒドロカルコン、ビテキシンなどのフラボノイドを含めた多数のフェノール系化合物を含んでおり、抗酸化作用があるとされている。ランシマット法による油脂の酸化に対する防止効果は、イチョウ茶、ルイボス茶、緑茶などで高かったとする実験結果があるほか、ルイボスティーに含まれるフラボノイド類のうち、ルテオリンとクェルセチンが特に強い抗酸化性を示したとする実験結果がある。ルイボスティー熱水抽出物は、高脂肪含有食品に対する抗酸化物質として利用可能であることが示唆されている。さらに、ルイボスティーが食後高血糖を改善し、食後の血糖値の急激な上昇を抑えること、さらに血中の尿酸濃度を低下させ、高尿酸血症、痛風の予防ないし治療に有効であることが明らかになっている。副作用がなく、安全に長期間摂取できるので、糖尿病、痛風の危険因子（遺伝的、環境的素因など）を有する被験者が摂取するのに適している。
ケープ地方の先住民コイサン人（かつて西欧人からブッシュマンと呼ばれた種族）は古くからルイボス茶の効能を知っており、薬草として採集していた。ケープ地方に入植したオランダ移民はルイボス茶を紅茶の代用品として用いた。南アフリカ共和国では牛や山羊の乳と砂糖を入れてミルクティーにして飲むのが一般的であるが、世界のその他の地域ではそのまま飲むことが多い。南アフリカのカフェでは、ルイボスのエスプレッソやカフェ・ラッテ、カプチーノも人気がある。
厚生労働省による、「医薬品的効能効果を標ぼうしない限り医薬品と判断しない成分本質（原材料）リスト」に掲載されている。

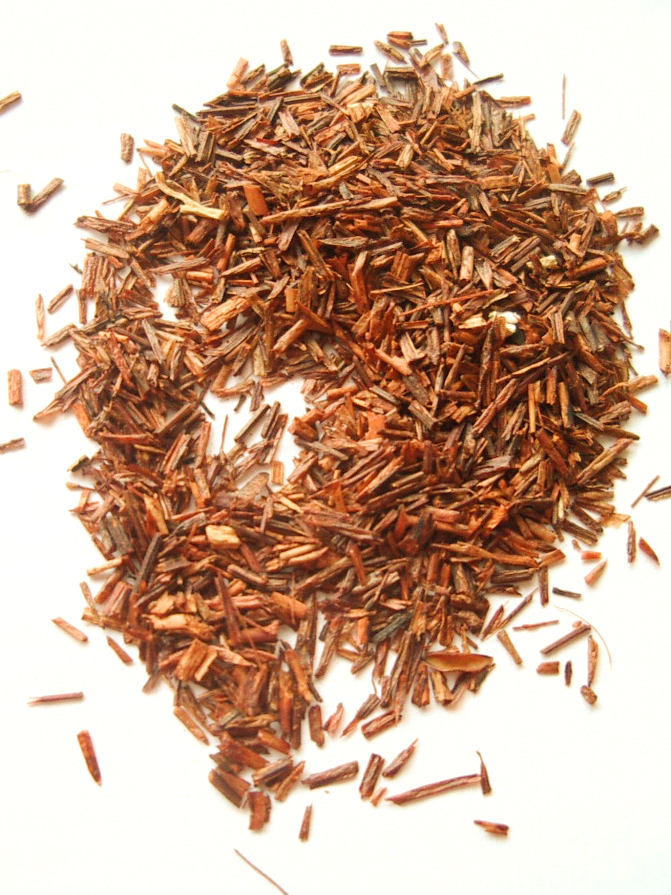
乾燥させたルイボスの葉
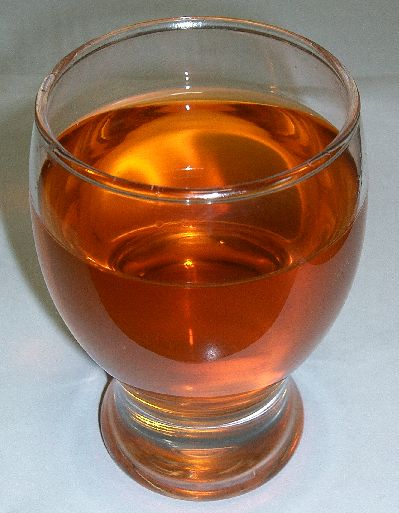
ルイボス茶
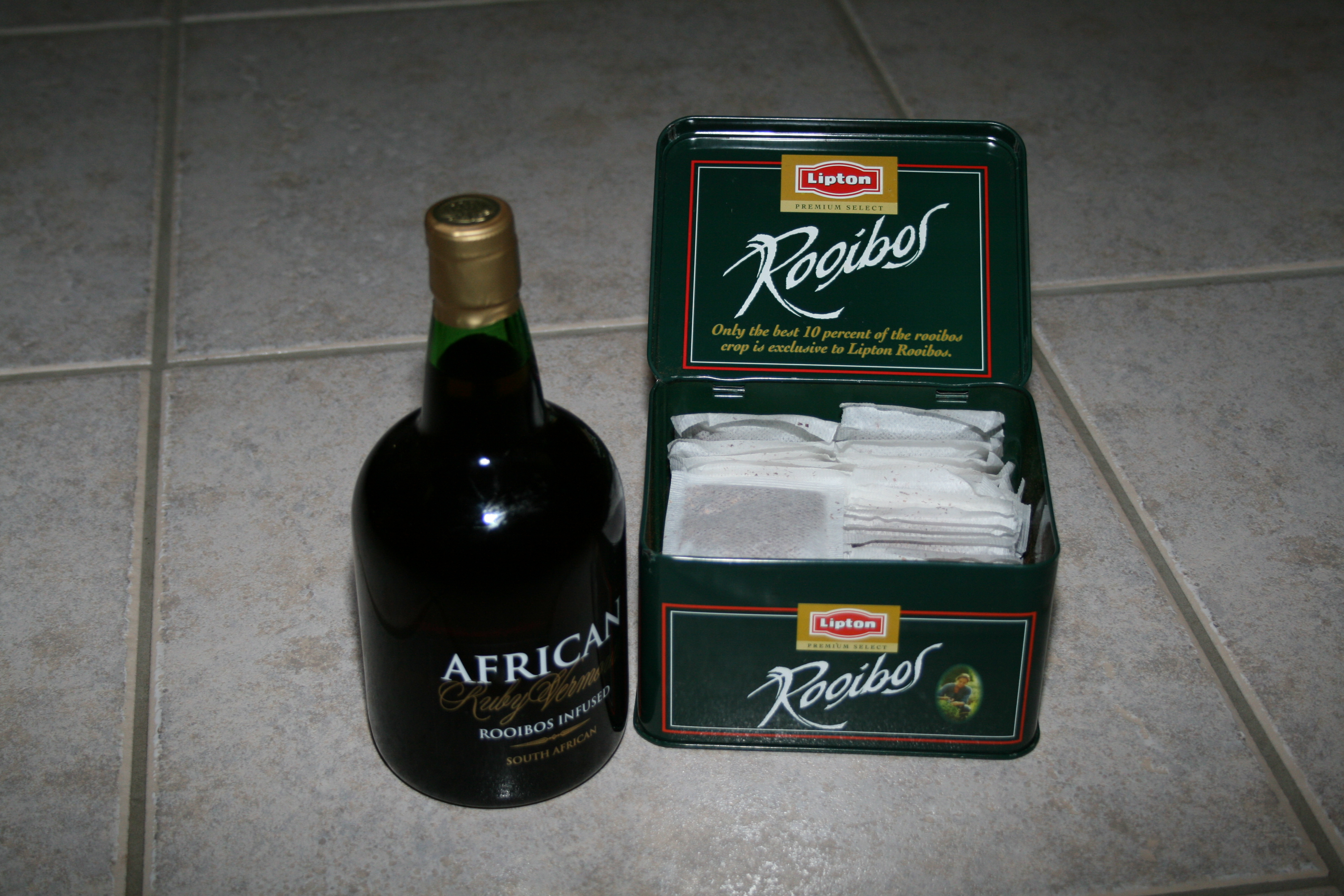
ルイボス入りのリキュール（左）と、ルイボス茶のティーバッグ（右）
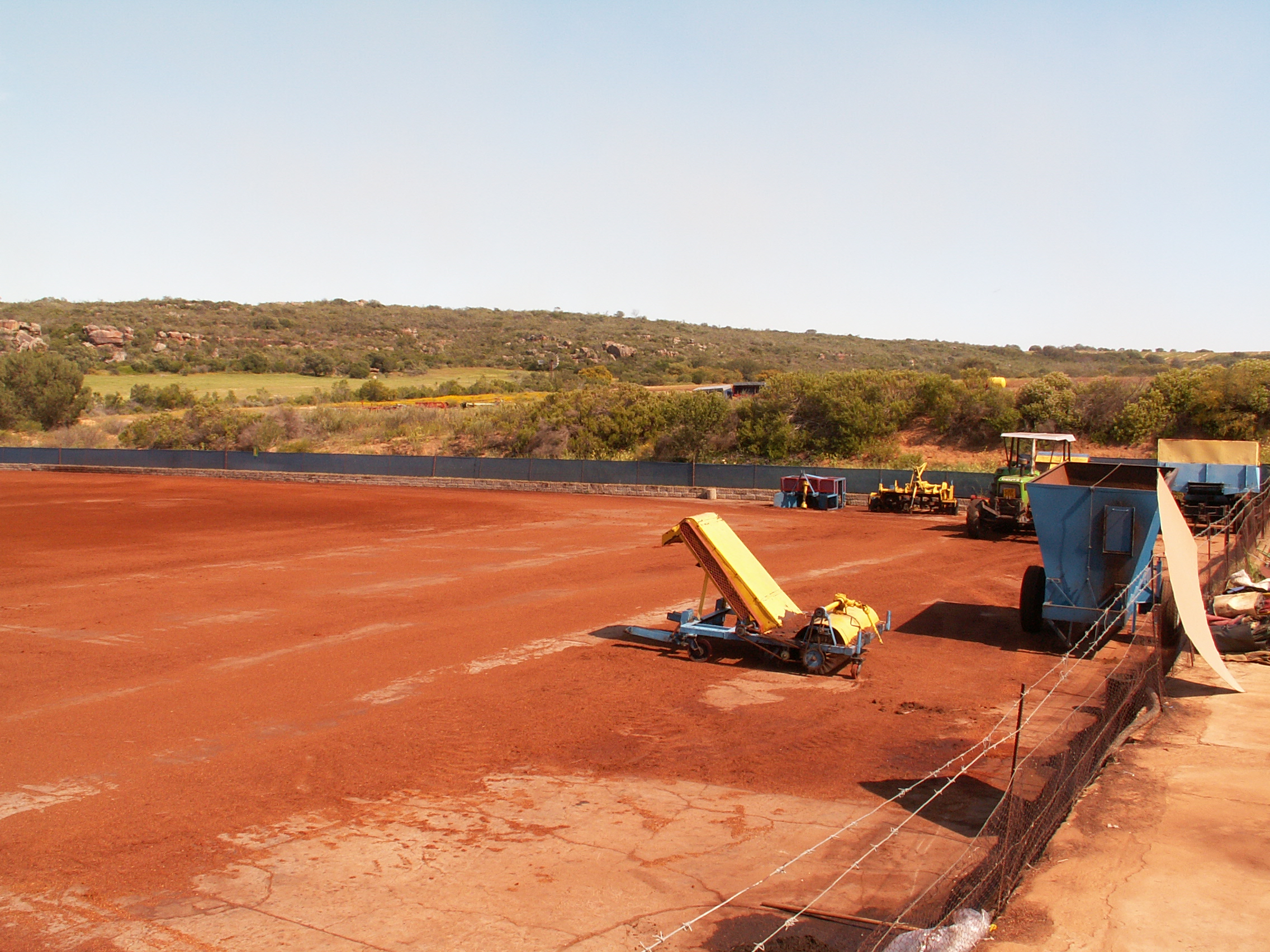
ルイボス農園 南アフリカ共和国のクランウィリアム（英語版）、2005年9月の風景